# NGC 1999
NGC 1999 هي مجرة تتبع كوكبة الجبار. اكتشفها ويليام هيرشل في 5 أكتوبر 1785.

## روابط خارجية
- NGC 1999 على موقع ويكي سكاي: DSS2, SDSS, GALEX, IRAS, Hydrogen α, X-Ray, Astrophoto, Sky Map, Articles and images